# Katja Repo
Katja Repo (ur. 4 marca 1973 w Helsinkach) – fińska kolarka górska, trzykrotna medalistka mistrzostw świata oraz wicemistrzyni Europy.

## Kariera
Pierwszy sukces w karierze Katja Repo osiągnęła w 1997 roku, kiedy zdobyła brązowy medal w downhillu podczas mistrzostw świata w Château d'Oex. W zawodach tych wyprzedziły ją jedynie Francuzka Anne-Caroline Chausson oraz Marielle Saner ze Szwajcarii. W tej samej konkurencji zdobyła ponadto srebrne medale na mistrzostwach świata w Åre w 1999 roku oraz rozgrywanych rok później mistrzostwach w Sierra Nevada. W obu przypadkach rywalizację wygrywała Chausson. Ponadto w sezonie 1999 zajęła trzecie miejsce w klasyfikacji downhillu Pucharu Świata w kolarstwie górskim. Finka zajęła także drugie miejsce na mistrzostwach Europy w Aywaille, gdzie lepsza była tylko Anne-Caroline Chausson. Repo nigdy nie wystąpiła na igrzyskach olimpijskich.